# Run the Jewels
Run the Jewels, ofte kaldet ved deres initialer RTJ, er en amerikansk hiphop duo, som består af rapper og producer El-P og rapper Killer Mike. Gruppen blev dannet i 2013, og har lavet flere anmelderroste album siden.

## Historie
El-P og Killer Mike mødte hinanden i 2011, og blev hurtigt venner. Dette resulterede i, at de begyndte at arbejde sammen, da El-P blev producer for Killer Mikes 2012 album R.A.P Music, og at Killer Mike var med på en sang fra El-P's 2012 album Cancer 4 Cure. Efter dette positive samarbejde, dannede de officielt duoen i starten af 2013. De udgav deres debutalbum, det selvbetitlet Run the Jewels, i juni 2013.
De begyndte herefter arbejdet på deres næste album, og Run the Jewels 2 blev udgivet i oktober 2014. Albummet var en succes, og ved årets udgang blev det kåret til det bedste rap album i 2014 af Rolling Stone og fik andenpladsen på Billboards liste. Efter at have været på turné med RTJ2, så vendte de tilbage med deres næste album, Run the Jewels 3, som blev udgivet juleaftensdag 2016. Sagen "Legend Has It" fra albummet blev brugt i traileren for filmen Black Panther. I december 2019 blev "Legend Has It" certificeret guld i USA.
Deres fjerde album, kaldet RTJ4, blev udgivet i juni 2020. Albummet modtog igen anmelderos, og kom på tredjepladsen i Billboards liste over bedste rap album i 2020.

## Medlemmer
- Jaime "El-P" Meline
- Michael "Killer Mike" Render

## Diskografi
Studiealbums
- Run the Jewels (2013)
- Run the Jewels 2 (2014)
- Run the Jewels 3 (2016)
- RTJ4 (2020)

EP
- Record Store Day (2015)
- RTJ Stay Gold Collectors Box (2018)